# Route nationale 68 (Estonie)
Pour les articles homonymes, voir Route nationale 68.
La route nationale 68 (Tugimaantee 68) est une route nationale estonienne reliant Mõniste à Vastse-Roosa (en). Elle mesure 8,9 km.

## Tracé
- Comté de Võru
  - Mõniste
  - Hüti (comté de Võru) (en)
  - Tundu (en)
  - Vastse-Roosa (en)
- Lettonie